# テムール・ラヒモフ
テムール・ラヒモフ（Temur Rakhimov 1997年7月8日- ）はタジキスタン出身の柔道家。階級は100kg超級。

## 人物
2014年のアジアユース90kg超級で2位になった。2017年にはアジアジュニアで2位、世界ジュニアでも3位に入った。その後階級を100kg超級に上げると、2018年の世界選手権では7位になった。2021年の世界選手権でも7位だった。日本武道館で開催された東京オリンピックでは2回戦でジョージアのグラム・ツシシビリに合技で敗れた。2022年のアジア選手権では決勝で影浦心に技ありで敗れて2位だった。世界選手権では準決勝で斉藤立に上四方固で敗れると、3位決定戦もツシシビリに技ありで敗れて5位だった。グランドスラム・バクーでは優勝するも、ワールドマスターズでは決勝で斉藤に合技で敗れて2位だった。2023年の世界選手権では準々決勝で影浦を腕挫十字固で破るも、準決勝でフランスのテディ・リネールに払腰で敗れると、3位決定戦もブラジルのラファエル・シルバに技ありで敗れて5位だった。地元で開催されたグランプリ・ドゥシャンベでは決勝で中立の立場で出場したタメルラン・バシャエフに敗れて2位だった。その後のグランドスラム・アスタナ、ワールドマスターズ、アジア大会でもそれぞれ2位にとどまった。2024年の世界選手権では7位だった。パリオリンピックでは準決勝で地元のリネールに大外刈で敗れるも、3位決定戦で世界チャンピオンであるキューバのアンディ・グランダを破って銅メダルを獲得した。2025年の世界選手権では準決勝でIJF名義で出場したロシアのイナル・タソエフに技ありで敗れるも、3位決定戦でアゼルバイジャンのウシャンギ・コカウリに終了間際に逆転勝ちして3位になった。
IJF世界ランキングは3198ポイント獲得で1位(25/6/2現在)。

## 主な戦績
- 2014年 - アジアユース　2位(90kg超級)
- 2017年 - アジアジュニア　2位(100kg級)
- 2017年 - 世界ジュニア　3位(100kg級)
- 2018年 - 世界選手権　7位
- 2019年 - グランプリ・マラケシュ　3位
- 2019年 - アジアパシフィック選手権　2位
- 2021年 - ワールドマスターズ　5位
- 2021年 - アジア・オセアニア選手権　3位
- 2021年 - 世界選手権　7位
- 2021年 - グランドスラム・バクー　2位
- 2021年 - グランドスラム・アブダビ　3位
- 2022年 - グランドスラム・テルアビブ　3位
- 2022年 - グランドスラム・アンタルヤ　3位
- 2022年 - アジア選手権　2位
- 2022年 - 世界選手権　5位
- 2022年 -　グランドスラム・アブダビ　3位
- 2022年 -　グランドスラム・バクー　優勝
- 2022年 -　ワールドマスターズ　2位
- 2023年 -　世界選手権　5位
- 2023年 -　グランプリ・ドゥシャンベ　2位
- 2023年 -　グランドスラム・アスタナ　2位
- 2023年 -　ワールドマスターズ　2位
- 2023年 - アジア大会　2位
- 2024年 - アジア選手権　3位
- 2024年 - グランドスラム・ドゥシャンベ　2位
- 2024年 - グランドスラム・アスタナ　2位
- 2024年 - 世界選手権 7位
- 2024年 - パリオリンピック　3位
- 2025年 - アジア選手権　2位
- 2025年 -　グランドスラム・ドゥシャンベ　優勝
- 2025年 - 世界選手権　3位

(出典、)